# Codificació diferencial

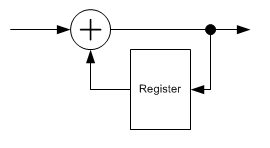
Un codificador diferencial.

En les comunicacions digitals, la codificació diferencial és una tècnica utilitzada per proporcionar una recepció de senyal inequívoca quan s'utilitzen alguns tipus de modulació. Fa que les dades a transmetre depenguin no només de l'estat actual del senyal (o símbol), sinó també de l'anterior.

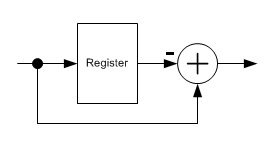
Un descodificador diferencial.

Els tipus comuns de modulació que requereixen codificació diferencial inclouen el canvi de fase i la modulació d'amplitud en quadratura. Codificació diferencial

## Propòsits de la codificació diferencial
Quan les dades es transmeten a través de línies equilibrades, és fàcil invertir accidentalment la polaritat del cable entre el transmissor i el receptor.

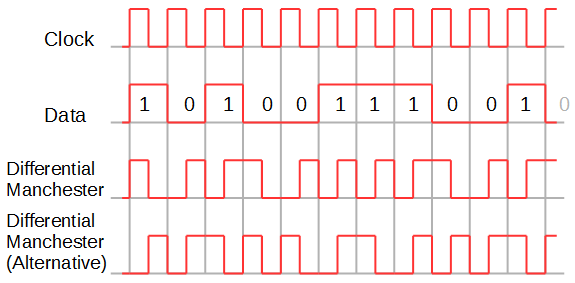
Un exemple de codificacions diferencial Manchester.

De la mateixa manera per a BPSK. Per demodular BPSK, cal fer que un oscil·lador local sigui sincrònic amb el remot. Això s'aconsegueix mitjançant un circuit de recuperació de la portadora. Tanmateix, la part sencera de la portadora recuperat és ambigua. Hi ha n desplaçaments de fase vàlids però no equivalents entre els dos oscil·ladors. Per a BPSK, n = 2; els símbols apareixen invertits o no.
La codificació diferencial evita que la inversió del senyal i dels símbols, respectivament, afectin les dades.

Assumint que {\displaystyle x_{i}} està una mica destinat a la transmissió i {\displaystyle y_{i-1}} era el símbol que s'acabava de transmetre, després el símbol per a què s'havia de transmetre {\displaystyle x_{i}} és

| {\displaystyle y_{i}=y_{i-1}\oplus x_{i},} | \| \| \| \| \| \| \| \| | (1) |
|                                            |                         |     |
|                                            |                         |     |
on {\displaystyle \oplus {}} indica addició binària o mòdul 2. Pel que fa a la descodificació, {\displaystyle x_{i}} es recupera com

| {\displaystyle x_{i}=y_{i}\oplus y_{i-1}.} | \| \| \| \| \| \| \| \| | (2) |
|                                            |                         |     |
|                                            |                         |     |
Això és, {\displaystyle x_{i}} depèn només d'una diferència entre els símbols {\displaystyle y_{i}} i {\displaystyle y_{i-1}} i no en els seus valors (invertits o no).
Hi ha diversos codis de línia diferents dissenyats per ser insensibles a la polaritat: tant si el flux de dades està invertit com si no, les dades descodificades sempre seran correctes. Els codis de línia amb aquesta propietat inclouen codificació Manchester diferencial, codificació bipolar, NRZI, codi de marca bifàsica, inversió de marca codificada i codificació MLT-3.

## Aplicacions
La codificació diferencial s'utilitza àmpliament en comunicacions per satèl·lit i ràdio juntament amb modulacions PSK i QAM.